# Tofieldia thibetica
Tofieldia thibetica là một loài thực vật có hoa trong họ Tofieldiaceae. Loài này được Franch miêu tả khoa học đầu tiên năm 1887.